# Hancock megye (Illinois)
Hancock megye az Amerikai Egyesült Államokban, azon belül Illinois államban található. Megyeszékhelye Carthage, legnagyobb városa Hamilton. Lakosainak száma 17 620 fő (2020. április 1.).

## Szomszédos megyék
- Lee megye (északnyugat)
- Henderson megye (északkelet)
- McDonough megye (kelet)
- Schuyler megye (délkelet)
- Adams megye (dél)
- Lewis megye (délnyugat)
- Clark megye (délnyugat)

## Népesség
A megye népességének változása:
| Lakosok száma | 19 094 | 19 051 | 18 900 | 18 618 | 18 543 | 17 620 |
|               | 2010   | 2011   | 2012   | 2013   | 2015   | 2020   |